# Kemal Aslan
Kemal Aslan (Gaziantep, 24 ottobre 1981) è un ex calciatore turco, di ruolo centrocampista.

## Palmarès

### Club

#### Competizioni nazionali
- Campionato turco: 3

Fenerbahçe: 2003-2004, 2004-2005, 2006-2007
- Supercoppa di Turchia: 1

Fenerbahçe: 2007